# 峰岸達
峰岸 達（みねぎし とおる、1944年9月23日 - ）は日本のイラストレーター。

## 来歴
群馬県高崎市出身。高校時代は一齣漫画や二齣漫画を描き、『週刊漫画』や『漫画讀本』に原稿を持込んでいた。美大のデザイン科を志望していたが受験勉強が間に合わなかったため青山学院大学に入学し、それと同時にセツ・モードセミナーにも入学。1966年に前者を中退し、同年に後者を卒業。柳生弦一郎やスズキコージ、池田和弘と共にイラストレーター集団「コパン」を結成。就職を一切経験することなく23歳でイラストレーターとして立ち、『平凡パンチ』でイラストルポなどを発表。
一時期は月収1万円の貧窮生活を送ったこともあるが、30歳頃から昭和レトロ趣味に傾倒し、その影響で画風を転換。『話の特集』に持ち込んだイラスト「センチメンタル・ラプソディ」が和田誠の推薦で同誌1980年5月号に掲載され、反響を呼ぶ。
1974年からセツ・モードセミナー講師（2003年まで）。1988年、東京イラストレーターズ・ソサエティの設立に参加。
1994年、講談社出版文化賞さしえ賞受賞。2005年から東京都江東区の古石場文化センターで峰岸達イラストレーション塾（2009年、東京都豊島区の自由学園明日館と東京都杉並区の自宅に移転）を開き、同塾の講師を務める。
『極東セレナーデ』『世間知らず』『笑学百科』『天才伝説 横山やすし』など、小林信彦とのコンビによる仕事が多い。作品集にCD-ROM『青空画報』『昭和少年図鑑』などがある。